# Krukow (Kuckssee)
Krukow is een Ortsteil van de Duitse gemeente Kuckssee in de deelstaat Mecklenburg-Voor-Pommeren. Tot 1 januari 2012 was Krukow een zelfstandige gemeente.

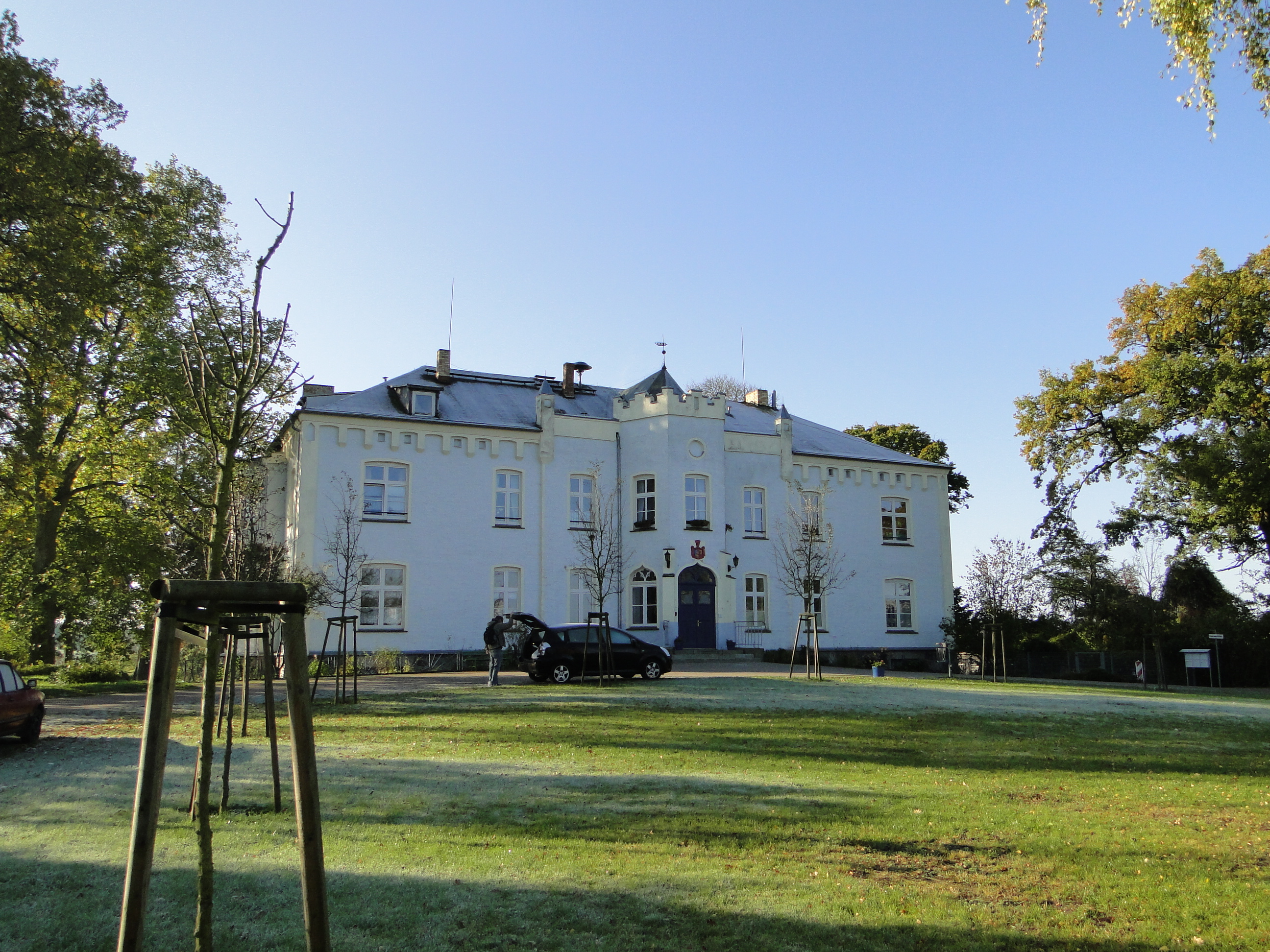
Landgoed in Krukow
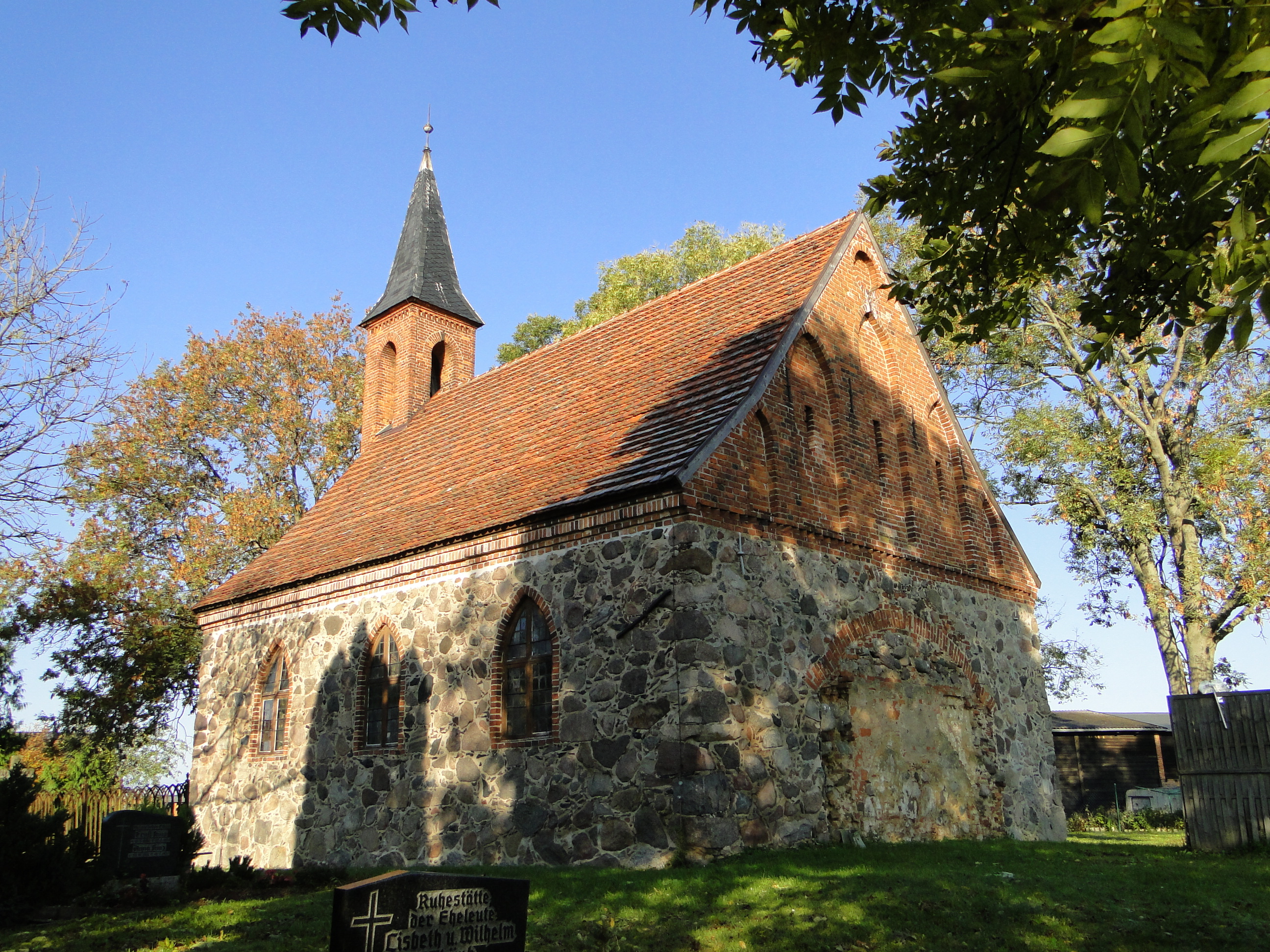
Kerk van Krukow